# Río Vashka
El río Vashka o río Penene  (del ruso: река Вашка o Важка)es un largo río europeo, un afluente por la izquierda del río Mezén que discurre por la república Komi y el óblast de Arcángel. Tiene una longitud de 605 km y drena una cuenca hidrográfica de 20 500 km².

## Geografía
El Vashka se desarrolla en dirección general norte-noroeste. Se une al río Mezén por su orilla izquierda en Leshukónskoye. En su cuenca hay unos 900 lagos
El Vashka se hiela de fines de octubre a principios de mayo. Fuera de este período es navegable en más de 300 km, desde la boca hasta la localidad de Ust-Vasherga.
Los principales afluentes son:
- por la derecha:
  - Jortom (Ёртом, de 106 km de longitud y 1910 km² de cuenca),
  - Putschkoma (Пучкома , 95 km y 494 km²),
  - Zyryanskaya Ezhuga (Зырянская Ежуга, 107 km y 1220 km²);
- por la izquierda:
  - Loptjuga (Лоптюга, 152 km y 1910 km²),
  - Jowwa (Ёвва, 123 km y 1050 km²),
  - Sojim (Содзим, 116 km y 982 km².

## Hidrometría
El régimen del Vashka es nivopluvial; la mayor parte de sus aguas provienen de la fusión de la nieve en primavera. Pero durante todo el verano y el otoño su caudal es abundante bajo el efecto de las precipitaciones en forma de lluvia que caen regularmente en su cuenca. Su caudal ha sido observado durante 56 años, en el periodo 1931-88, en Rechélskoye. localidad situada a unos 50 km de su confluencia con el Mezén.
En Rechélskoye, el caudal medio anual observado en este periodo fue de 187m³/segundo para una superficie de drenaje de más o menos 19.000 km², siendo el 90% del total de la cuenca del río. La lámina de agua de vertida en la cuenca anual era de 310 mm, que puede considerarse como bastante elevada, y corresponde a los valores observados en el conjunto de los cursos de agua de la región.
El caudal medio mensual observado en marzo (mínimo de estiaje) es de 26,6 m³/s, que representa sólo el 3% del caudal medio de mayo que alcanza 871 m³/s, lo que subraya  la amplitud de las variaciones estacionales. En el periodo de observación de 56 años, el caudal mensual mínimo ha sido 9,3 m³/s (febrero de 1932) , mientras que el máximo se elevó a 1.410 m³/s (mayo de 1949). Un caudal inferior a 10 m³/s es excepcional.
Caudal medio mensual del Vashka en la estación hidrométrica de Rechélskoye
(Datos calculados para el período 1931-1988, 56 años; en m³/s)